# Triakidae
Triakidae là một họ cá mập mắt trắng bao gồm khoảng 40 loài trong 9 chi. Trong một số đơn vị phân loại, các họ được chia thành hai phân họ, với Mustelus, Scylliogaleus, và Triakis trong phân họ Triakinae, và các chi còn lại trong phân họ Galeorhininae.

## Chi
- Furgaleus Whitley, 1951
- Galeorhinus Blainville, 1816
- Gogolia Compagno, 1973
- Hemitriakis Herre, 1923
- Hypogaleus J. L. B. Smith, 1957
- Iago Compagno & Springer, 1971
- Mustelus H. F. Linck, 1790
- Scylliogaleus Boulenger, 1902
- Triakis J. P. Müller & Henle, 1839